# 屈強
| ウィキペディアには「屈強」という見出しの百科事典記事はありません（タイトルに「屈強」を含むページの一覧/「屈強」で始まるページの一覧）。 代わりにウィクショナリーのページ「屈強」が役に立つかもしれません。 |